# Puy-Saint-Martin
Puy-Saint-Martin là một xã thuộc tỉnh Drôme trong vùng Auvergne-Rhône-Alpes ở đông nam nước Pháp. Xã Puy-Saint-Martin nằm ở khu vực có độ cao từ 177-520 mét trên mực nước biển.